# 艾里·格巴
艾里·格巴（1934年8月9日—2019年1月14日）是美國職棒大聯盟的職業棒球投手。他在1959年和1960年為紐約洋基隊出戰，在1961年到1963年為洛杉磯天使隊出戰。
格巴在波士頓紅襪隊開始他的職業棒球生涯，1957年被交易到洋基隊。在美國軍隊服役兩年之後，格巴於1959年7月10日首次在職業棒球大聯盟亮相。1960年，他被洛杉磯天使隊選中，並在1961年開始了他們的第一場比賽。他最後一次在大聯盟投球是在1963年，從1969年到1971年，從1982年到1997年擔任美國職棒小聯盟教練、球探和經理。

## 早年生活
格巴的父母是居住在伊利諾斯州芝加哥的塞爾維亞移民約瑟夫和伊娃，他在芝加哥南部長大。他的父親在艾里很小的時候就離開了家，他由母親獨自撫養長大。母親白天當服務員，晚上在工廠工作。格巴就讀於鮑文高中，在那裡他是三項運動的明星。

## 生涯
1952年從鮑文中學畢業後，格巴與美國職業棒球大聯盟的波士頓紅襪隊簽訂了職業棒球合同。1953年，他在職業生涯中首次亮相D級焦油腳跟聯賽的索爾茲伯里，並被評為全明星。1954年，他在賓西法尼亞-安大略-紐約聯盟（小馬聯盟）的康寧紅襪隊度過了一個賽季，並再次入選全明星。他在小馬聯盟中三振出局數、比賽開始數和投局數都是領先的。1955年，紅襪隊將格巴提升到加州C級聯賽的聖荷西紅襪隊，然後在1956年加入太平洋岸聯盟的舊金山海豹隊。總教練埃迪·喬斯特開始使用格巴作為替補投手，以尊重舊金山投手群中更有經驗的投手。
在1957年的春訓期間，紅襪隊用格巴和高迪·溫德霍恩交換到了紐約洋基隊，換來了比爾·倫納。他在春季訓練結束前應徵入伍，並在接下來的兩年裡駐扎在傑克遜堡和麥克弗森堡，在基地隊打棒球和籃球。
1959年，格巴在AAA級國際聯盟的里士滿維吉尼亞隊開始了他的賽季，並在1959年7月10日首次代表洋基隊出戰大聯盟。

## 外部連結
- 球員資訊和成績在MLB，ESPN，Baseball-Reference，Fangraphs（英文）